# Corona (bicicletta)

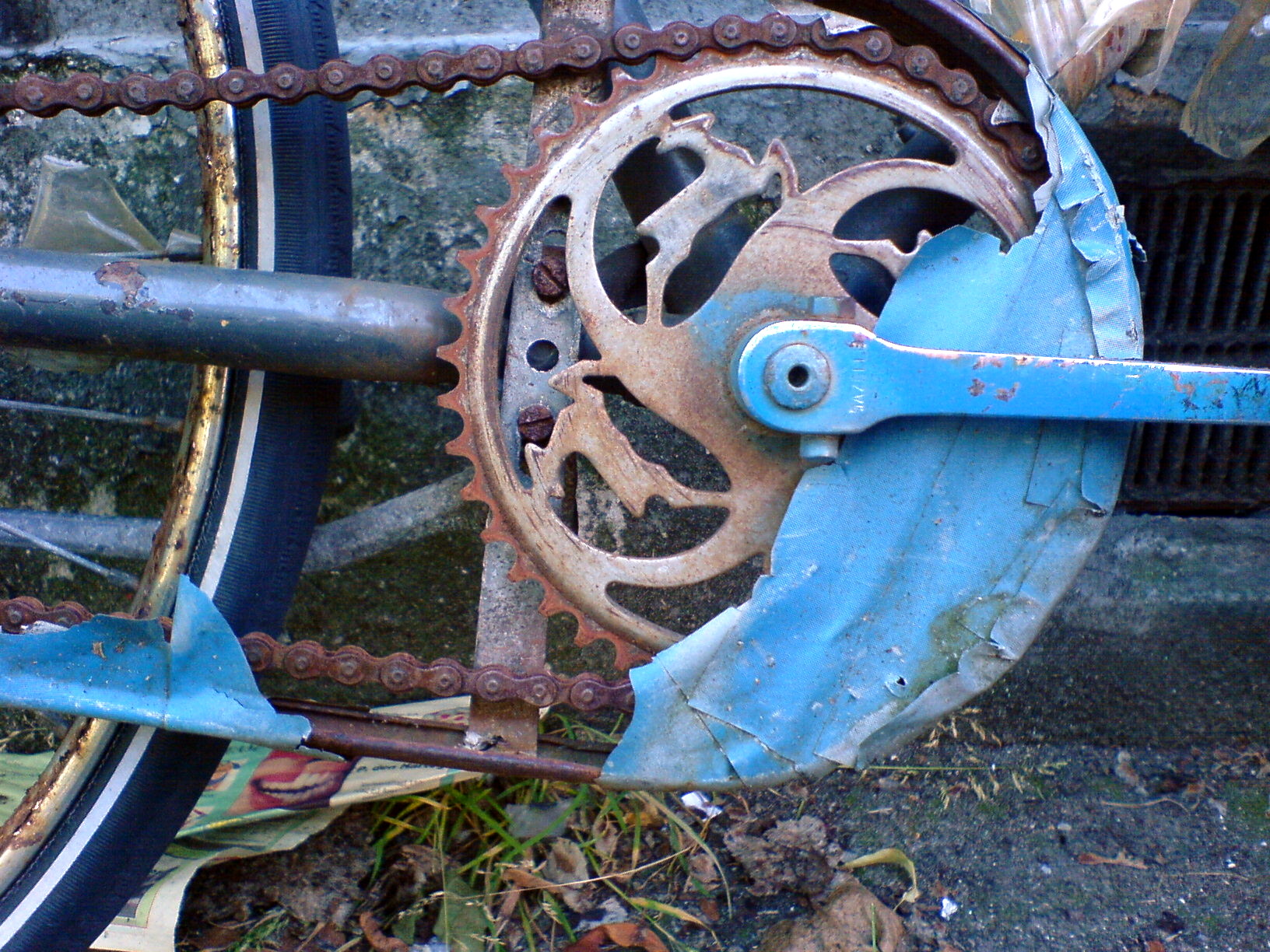
Corona singola

La corona in meccanica è, in un sistema di trasmissione a ruote dentate, il più grande dei due ingranaggi. Tale termine è stato preso anche nel ciclismo per indicare l'ingranaggio più grande della trasmissione del moto dai pedali alla ruota.

## Descrizione

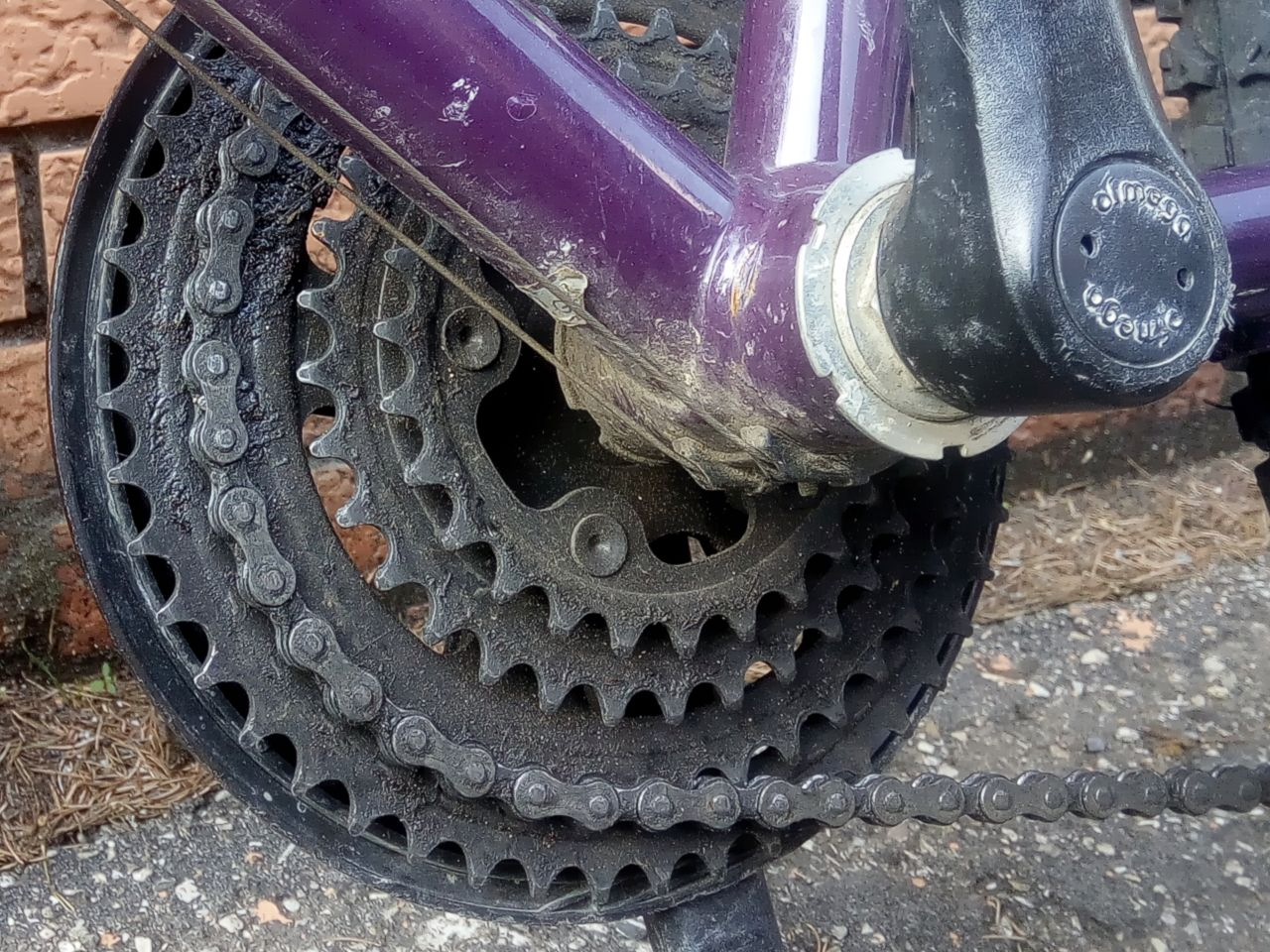
Guarnitura quadrupla della Atala Flyer

Viene perciò chiamata corona l'ingranaggio anteriore, fissato sulla guarnitura tramite appositi bulloni.
Il numero delle corone è variabile: le bici più economiche o le bici a scatto fisso ne hanno una solamente, in genere le bici da corsa ne hanno due (a volte tre), mentre lo standard per le mountain bike è tre (anche se si producono o si sono prodotte bici a due e a quattro corone anteriori).
La corona può essere:
- Integrata è un corpo unico con le pedivella nelle bici più economiche a singola corona
- Fissata vincolata alla pedivella destra tramite dei bulloni (quattro o cinque), la compatibilità fra pedivella e corona è determinata dalla distanza dei bulloni fra loro (in genere si prende come riferimento il diametro della circonferenza che passa per tutti i bulloni, denominato girobulloni).

## La dimensione delle corone
La dimensione delle corone si determina in base al numero di denti che hanno, in quanto praticamente tutte le bici usano corone con maglie di lunghezza standard (mezzo pollice)
Il numero di denti è molto variabile a seconda della disciplina e quindi dell'impiego a cui deve rispondere la bicicletta, per cui si va da un minimo di 22 fino ad un massimo di 70.

## Accorgimenti

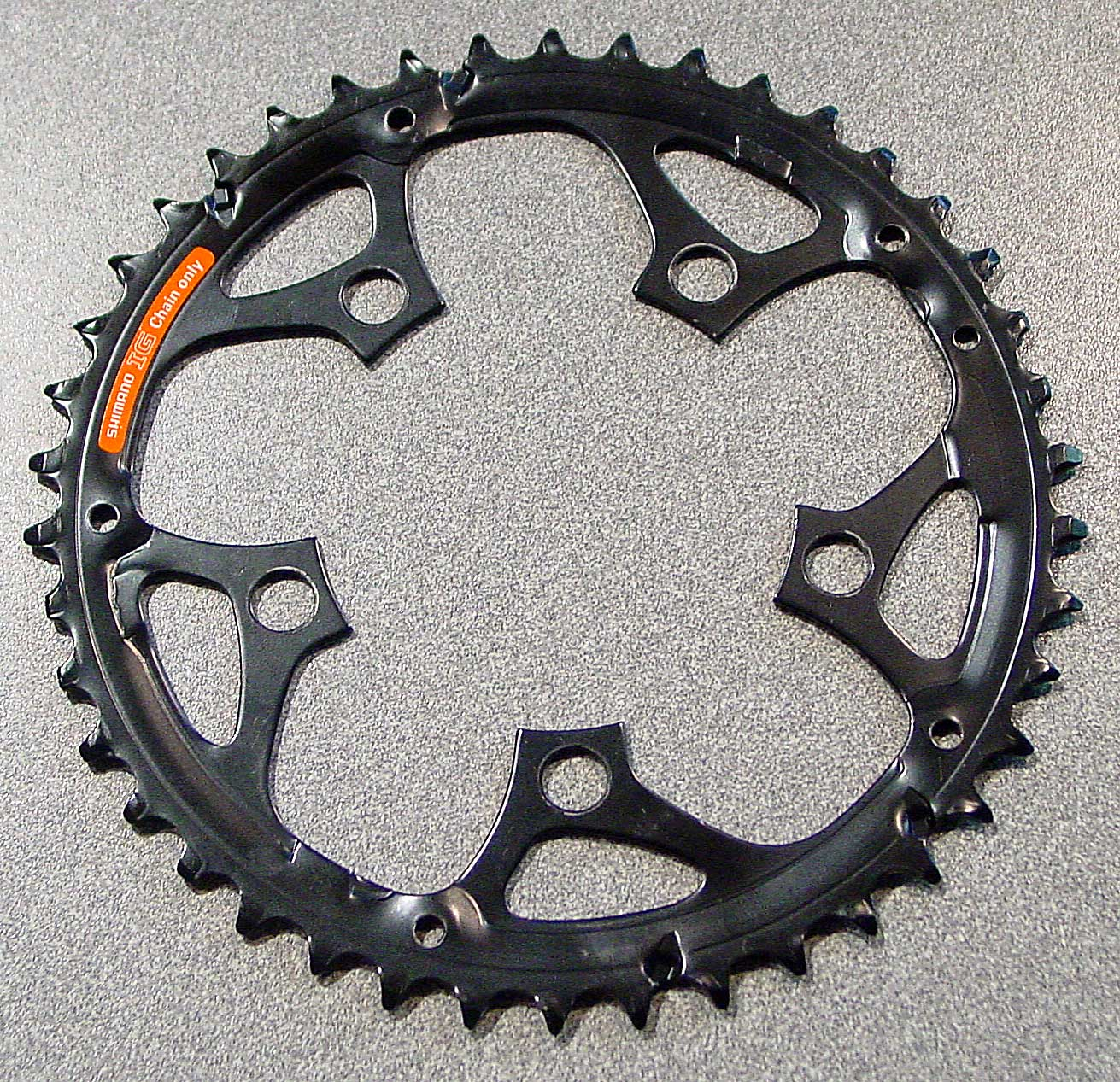
Corona conformata per facilitare il salto della catena

Come accorgimento per migliorare la funzionalità o ridurne gli inconvenienti funzionali si può avere:
- Corona ovale o non circolare, le corone per uso ciclistico possono essere ovali o dalla forma ovoidale non simmetrico per migliorare la resa della pedalata[1], durante i vari studi si è visto che il rapporto di ovalizzazione ideale è pari a 1,29[2]
- Carter elemento che evita che i pantaloni si impiglino o si sporchino toccando la corona
- Canali per salto catena, sono dei profili che favoriscono l'ingranaggio e il disimpegno della catena, alcuni costruttori indicano questa funzione con un nome specifico, come la Campagnolo con il Micro Precision Shifting (M.P.S.) System.

## Protezioni

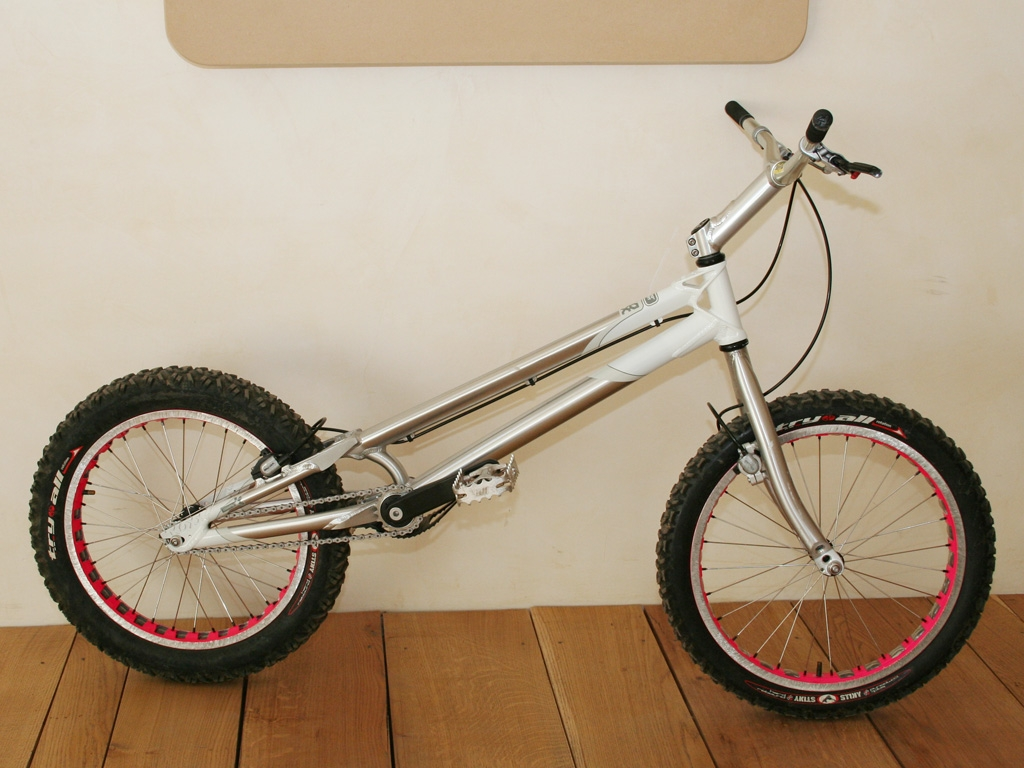
Protezione inferiore della corona

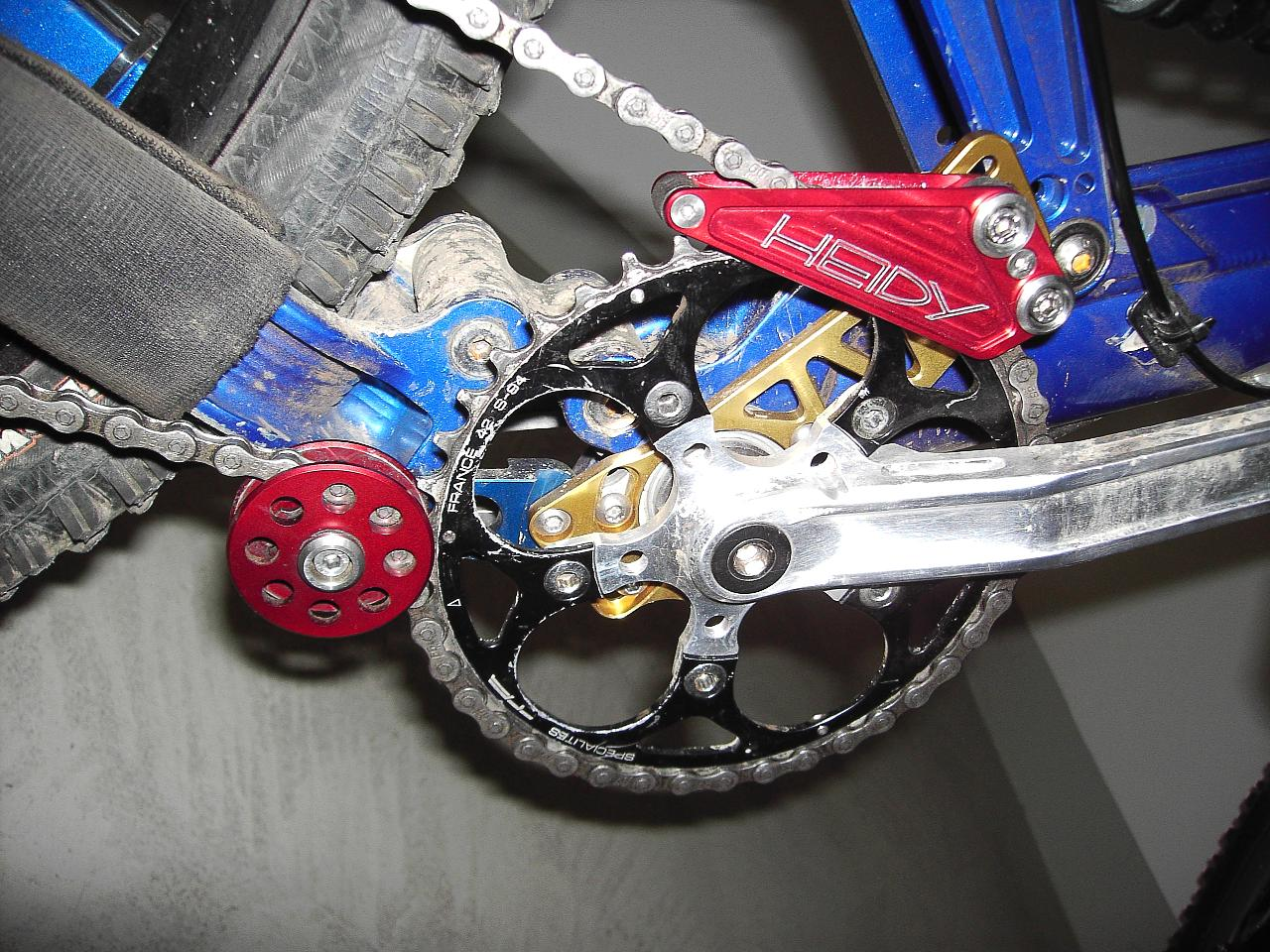
Guidacatena e alzacatena

La corona può essere munita di diversi sistemi di protezione:
- Carter sistema che protegge in modo più o meno integrale il sistema di trasmissione a catena ed in particolar modo la corona
- Copri corona o Bashguard, si tratta di una protezione da applicare alla guarnitura ed evita che lacci e pantaloni s'impiglino e sporchino con la catena e la corona
- Proteggi corona da pietre o Rockguard, si tratta di un dispositivo che riduce la possibilità di danni da impatto con pietre, può essere del tipo fisso al telaio (generalmente accompagnato da un alzacatena ed in alcuni casi da guidacatena) o ruotante assieme alla guarnitura ed in questo caso svolge anche la funzione di copricorona "Bashguard".
- Guidacatena e alzacatena o Boxguide o Chain guide o Schiftguide, si tratta di soluzioni atte a migliorare l'affidabilità del sistema di trasmissione, infatti il guidacatena evita che la catena manchi l'ingranamento con i denti della corona, mentre l'alzacatena riduce la possibilità della catena di essere lambita da oggetti e di sporcarsi, tenendola più distante dal suolo ed in parte proteggendola